# 泽茶科
泽茶科又名多籽树科、多子科，共有4属32种，主要分布在热带美洲，只有银丝茶属(Ploiarium)生长在东南亚，主要生长在沙漠、沼泽和沿海滩涂区域。
本科植物为乔木或灌木；单叶互生，丛生在枝头，有腺点，短而宽，无托叶；花大或中等，有香味，红色，花瓣5；果实为蒴果，每个果实中包含多个种子。

## 属
- 桃金茶属 Archytaea
- 银丝茶属 Ploiarium
- 泽茶属 Bonnetia

1981年的克朗奎斯特分类法将其列在藤黄科中，属于山茶目，1998年根据基因亲缘关系分类的APG 分类法认为应该单独分出一个科，放到金虎尾目之下， 2003年经过修订的APG II 分类法维持原分类。